# Lom Holý vrch
Lom Holý vrch byl lom na vápenec u obce Trněný Újezd založený roku 1891 Pražskou železářskou společností pro potřebu kladenských hutí. Jednalo se v podstatě o tři samostatné lomy, které byly těženy v různých obdobích – Starý Čížovec, Nový Čížovec a Holý vrch. Vápenec se z lomů dopravoval tzv. Kladensko-nučickou dráhou.
Provoz v lomu byl ukončen k 8. 4. 2019 a v lomu byla zahájena rekultivace závozem lomu inertním materiálem.